# Sofija Macijevs'ka
Sofija Bohdanivna Macijevs'ka (in ucraino Софія Богданівна Мацієвська?; trasl. angl.: Sofiia Bohdanivna Matsiievska; 3 settembre 2004) è una nuotatrice artistica ucraina.

## Palmarès
- Mondiali

Budapest 2022: oro nel team highlights e nel team combined, argento nel team libero
- Giochi europei

Cracovia 2023: argento nel programma libero combinato

### Coppa del Mondo
- 3 podi:
  - 3 vittorie (3 nella gara a squadre)

#### Coppa del mondo - vittorie
| Data          | Luogo       | Paese   | Disciplina      |
| ------------- | ----------- | ------- | --------------- |
| 19 marzo 2023 | Markham     | Canada  | Team acrobatico |
| 8 maggio 2023 | Montpellier | Francia | Team acrobatico |
| 4 giugno 2023 | Oviedo      | Spagna  | Team acrobatico |